# ماری دی (پنسیلوانیا)
ماری دی (به انگلیسی: Mary D) یک منطقهٔ مسکونی در ایالات متحده آمریکا است که در شهرستان سچویلکیلل، پنسیلوانیا واقع شده‌است. ماری دی ۲۷۶٫۱۵ متر بالاتر از سطح دریا واقع شده‌است.